# Rencontres musicales africaines 2019
La deuxième édition des Rencontres musicales africaines (REMA) a eu lieu du 13 au 15 juin 2019 à Ouagadougou sous le thème : "Circuits et nouveaux modelés économiques de la musique",.

## Déroulement
Le déroulement de la deuxième édition des REMA a été présenté  aux hommes de média lors d'une conférence de presse à l'Institut Français de Ouagadougou. Cette édition se penche sur les circuits et nouveaux modèles économiques de la musique,.

### Panels
Le thème de la deuxième édition est décliné en deux panels qui ont eu lieu respectivement le 14 et le 15 juin au siège de  l'association burkinabè pour le management de la qualité (ABMAQ). Le premier porte sur "la distribution digitale et la monétisation vidéos", et le second sur thème: "Musique et téléphonies mobiles, quel type de formalisation contractuelle pour les rings back tones au Burkina?",.

## Showcase
Les artistes programmés pour les showcases à la deuxième édition des REMA sont : Habibou Sawadogo, Pamika, Samuel Kamanzi, Malayky, Kilé, Winyo.